# West Littleton
West Littleton – osada w Anglii, w hrabstwie ceremonialnym Gloucestershire, w dystrykcie (unitary authority) South Gloucestershire. Leży 17 km na wschód od miasta Bristol i 154 km na zachód od Londynu.